# Infanterie-Regiment „Großherzog Friedrich Franz II. von Mecklenburg-Schwerin“ (4. Brandenburgisches) Nr. 24
Das Infanterie-Regiment „Großherzog Friedrich Franz II. von Mecklenburg-Schwerin“ (4. Brandenburgisches) Nr. 24 war ein Infanterieverband der Preußischen Armee. Das Regiment wurde 1813 in Schlesien gebildet, dann 1817 in die Provinz Brandenburg verlegt. Wichtigster Garnisonsort war Neuruppin. Das Regiment nahm Zeit seines Bestehens an allen wesentlichen Kriegen Preußens und des Deutschen Reichs teil, u. a. an den Befreiungskriegen 1813–1815 und den drei Einigungskriegen 1864–1871. Als Namensgeber des Regiments wurde Friedrich Franz II. geehrt. Nach Teilnahme am Ersten Weltkrieg 1914–1918 wurde das Regiment aufgelöst.

## Geschichte

### Formierung und Befreiungskriege (1813–1817)
Im Herbst und Winter 1812 scheiterte Napoleons Russlandfeldzug, das französische Expeditions-Heer wurde vernichtend geschlagen. Am 30. Dezember 1812 trat auf Verantwortung des preußischen Generals Yorck der Waffenstillstand zwischen Preußen und Russland in Kraft. Praktisch verließen die preußischen Truppen damit das aufgezwungene Bündnis mit der französischen Armee und stellten sich auf die Seite der Alliierten im Kampf gegen Napoleon. Am 9. Februar 1813 wurde in Preußen die allgemeine Wehrpflicht eingeführt, vorerst nur für die Zeit des Krieges. Am 17. März 1813 rief der preußische König das Volk zum Befreiungskampf auf („An Mein Volk“) und erklärte am selben Tag Frankreich den Krieg.
Im Zuge der Wiederaufbau der preußischen Armee wuchs die Stärke des Heeres von 42.000 Mann (1807 – Obergrenze gemäß Frieden von Tilsit) auf 300.000 Mann (1813). Am 1. Juli 1813 wurden gemäß A.K.O. in den nicht französisch besetzten östlichen Provinzen Preußens zwölf Reserve-Infanterie-Regimenter gebildet. Jedes der zwölf Reserve-Infanterie-Regimenter wurde einem der bestehenden zwölf Linien-Infanterie-Regimenter zugeordnet, Regimentsnummer und Garnison waren jeweils identisch. Entsprechend wurde das spätere Infanterie-Regiment Nr. 24 zunächst als 12. Reserve-Infanterie-Regiment in Breslau und Neiße aufgestellt.
Während der Befreiungskriege nahmen die Reserve-Bataillone 1813 am Gefecht bei Luckau teil. Das neugebildete 12. Reserve-Infanterie-Regiment wurde Teil der 8. Brigade im I. Armeekorps und nahm damit am Herbstfeldzug von 1813 teil, davor anderem am Gefecht bei Möckern am 5. April 1813 und an der Schlacht an der Katzbach am 26. August 1813.
1814 nahm das Regiment unter anderem am Gefecht von Méry am 22.–23. Februar 1814 teil, weiter an der Schlacht bei Laon am 9.–10. März 1814 und an der Schlacht bei Paris am 30. März 1814.
Mit A.K.O. vom 25. März 1815 wurde das 12. Reserve-Infanterie-Regiment in 24. Infanterie-Regiment umbenannt und war damit ein Linien-Regiment. Ebenso verfuhr man dem 1. bis 11. Reserve-Infanterie-Regiment, der Nummernversatz war einheitlich 12.
Im Sommerfeldzug von 1815 nahm das Regiment als Teil der 1. Brigade im I. Armeekorps teil, unter anderem an der Schlacht bei Ligny am 16. Juni 1815 und der Schlacht bei Waterloo (Belle Alliance) am 18. Juni 1815. Am 2. November 1815 trat das Regiment den Fußmarsch in die Heimat an, der über Brüssel, Köln, Braunschweig und Magdeburg in seine Garnisonsorte Breslau und Neiße führte – eine Strecke von mehr als 1000 km. Dort wurde das Regiment dann in den Friedenszustand überführt. Das Regiment gehörte hier dem Schlesischen Generalkommando (später VI. Armeekorps) an.

### Verlegung nach Brandenburg, Märzrevolution und Garnisonszeit (1817–1860)
1817 wurde das Regiment dem III. (brandenburgischen) Armee-Korps zugeordnet, und nach Frankfurt (Oder) verlegt. Dort stand das Regiment nur drei Jahre, bevor es im September 1820 nach Ruppin und Prenzlau verlegt wurde.
1849 nahm das Füsilier-Bataillon des Regiments an der Seite von leichter sächsischer Infanterie und zweier Bataillone des preußischen Kaiser Alexander Grenadier-Regiments an der Niederschlagung des Dresdner Maiaufstands teil. In der Nacht vom 7. auf den 8. Mai verlegte das Füsilier-Bataillon von Berlin per Bahn nach Dresden-Neustadt. Der Hauptangriff auf die Barrikaden der Aufständischen fand am 9. Mai statt. Am 11. Mai verließ das Füsilier-Bataillon Dresden, vereinigte sich mit den Musketier-Bataillonen des Regiments und verlegte nach Westfalen. Insgesamt erlitten die sächsischen und preußischen Truppen Verluste von 31 Toten und 94 Verwundeten, davon 6 Tote und 13 Verwundete beim Füsilier-Bataillon des Regiments. Auf Seiten der Aufständischen wurden kamen 250 Menschen zu Tode, und es gab 400–500 Verwundete.
Am 17. Mai 1849 schlug das vereinigte Regiment den Iserlohner Aufstand nieder. Dabei fielen der Kommandeur des Füsilier-Bataillons, Oberstleutnant Schrötter, sowie ein weiterer Soldat des Regiments. Auf Seiten der Aufständischen und Zivilisten gab es mehr als 100 Tote, wohl überwiegend durch ein Massaker: Soldaten des Regiments, erbost durch den Tod ihres aus dem Hinterhalt erschossenen Bataillonskommandeurs, durchsuchten die Häuser und exekutierten beim Fund von Waffen oder Munition deren Bewohner wie auch Fliehende.
Nun wurde das Regiment wieder aufgeteilt, I. und II. Bataillon traten zur 2. Division und das Füsilier-Bataillon zur 4. Division. Beide Divisionen gehörten zum I. Armee-Korps unter General Moritz von Hirschfeld, das von Norden und Westen her zwischen dem 11. und 18. Juni die Rheinpfalz und Baden besetzten. Dabei nahm das Füsilier-Bataillon am 14. Juni 1849 am Gefecht bei Kirchheimbolanden teil. Zusammen mit einem Bataillon der Landwehr und zwei Schwadronen Ulanen gingen die Truppen gegen Freischärler vor. Dabei gab es auf Seiten der regulären Truppen drei Verwundete, auf Seiten der Aufständischen hingegen 50 Tote. Weiter nahmen die Bataillone des Regiments im Laufe des Juni 1849 an einer Reihe kleinerer Gefechte teil: am 21. Juni in Wiesental, am 24. Juni in Neudorf, am 25. Juni in Durlach, am 28. Juni in Michelbach, am 29. Juni bei Nauenthal, am 30. Juni zwischen Kuppenheim und Muggensturm, und schließlich am 30. Juni am Verfolgungsgefecht bei Iffezheim. Insgesamt hatte das Regiment in der badischen Kampagne 3 Tote und 18 Verwundete zu verzeichnen.
Nach Ende der Kämpfe wurde das Regiment dem Okkupations-Korps zugeteilt und verblieb bis November 1850 in Baden.

### Deutsch-Dänischer Krieg (1864)
Am Krieg gegen Dänemark von 1864 nahm das Regiment als Teil der 6. Infanterie-Division im kombinierten Armeekorps teil. Der erste Kampfeinsatz war das Gefecht von Missunde am 2. Februar 1864. Daran nahm seitens des Regiments nur das Füsilier-Bataillon teil, das vom Regimentskommandeur Oberst von Hacke geführt wurde. Das Bataillon erlitt an diesem Tag Verluste von 5 Toten und 8 Verwundeten.
Das Infanterie-Regiment Nr. 24 gehörte von nun an zur 12. Infanterie-Brigade unter Generalmajor von Roeder. Mit diesem Großverband folgten verschiedene Erkundungs- und Vorpostengefechte vor Düppel und Rackebüll (heute Sønderborg-Ragebøl), dann die Teilnahme an Einschließung und Belagerung der Düppeler Schanzen. Während der Einschließung der Schanzen am 17. März 1864 wurden sieben Soldaten des Regiments verwundet. Am 18. April 1864 erstürmten die preußischen Truppen unter Prinz Friedrich Karl schließlich die Schanzen. Zwei Kompanien des Regiments gehörten dabei zur Sturmkolonne 5, die von Major von Krohn geführt wurde, Kommandeur des Füsilier-Bataillons. Bei der Erstürmung der Schanzen fielen 8 Soldaten des Regiments, weitere 54 Soldaten wurden verwundet, dazu vier verwundete Offiziere.
Nach zeitweisem Waffenstillstand und Abbruch der Konferenz von London nahm das Regiment am 29. Juni 1864 am Übergang auf die Insel Alsen teil. Dabei erlitt das Regiment Verluste von 28 Toten und 75 Verwundeten. Im Juli 1864 endete der Krieg siegreich für die preußisch-österreichische Allianz. Insgesamt hatte das Regiment im Deutsch-Dänischen Krieg unwiederbringliche Verluste von 54 Toten und Vermissten zu beklagen, dazu kamen 54 Schwerverwundete sowie 116 Leichtverwundete bzw. Erkrankte.

### Krieg gegen Österreich (1866)
1866 nahm das Regiment am Deutschen Krieg teil, Gegner war der Deutsche Bund unter Führung Österreichs. Das Regiment gehörte im Krieg zur 6. Infanterie-Division in der I. Armee, und nahm an der Schlacht bei Königgrätz (Sadowa) in der Reserve unter Führung von General von Manstein teil. Diese Schlacht war insgesamt sehr verlustreich. Da das Regiment mit der Reserve nicht zum Einsatz kam, waren die Verluste des Regiments im gesamten Krieg von 1866 mit einem Toten, einem Verwundeten und sieben Leichtverwundeten vergleichsweise gering – alle vom 3. Juli 1866, dem Tag von Königgrätz.

### Deutsch-Französischer Krieg (1870/71)
Das Regiment nahm 1870/71 am Krieg gegen Frankreich teil und kämpfte wieder im Bestand der 6. Infanterie-Division im III. Armee-Korps. Die Division stand unter Führung von General von Buddenbrock. Außerordentlich verlustreich war die Teilnahme des Regiments an der Schlacht bei Mars-la-Tour (Vionville) am 16. August 1870, zusammen mit dem durch diese Schlacht ebenfalls stark dezimierten Infanterie-Regiment Nr. 64. Beide Regimenter bildeten zusammen die 12. Infanterie-Brigade, die unter dem Kommando von Oberst von Bismarck stand. In der Schlacht bei Mars-la-Tour hatte das Regiment an einem Tag Verluste von 1141 Mann zu verzeichnen, darunter 268 Tote, 142 Vermisste und 181 Schwerverwundete. An die Kriegstoten der 24er und 64er in der Schlacht erinnert ein Denkmal bei Vionville.
Vom 10. bis 12. Januar 1871 nahm das Regiment an der Schlacht bei Le Mans teil.

### Garnisonszeit im Kaiserreich (1872–1913)
Im Zuge der Heeresvermehrung baute das Regiment mehrfach Teileinheiten auf, um sie an neuformierte Regimenter abzugeben, insbesondere an Standorten in Elsaß-Lothringen. 1881 gab das Regiment die 2. Kompanie an das Infanterie-Regiment Nr. 98 in Metz ab. 1890 wurde das IV. Bataillon an das Infanterie-Regiment Nr. 136 in Straßburg abgegeben. 1893 wurde ein IV. Halb-Bataillon errichtet, das 1897 an das Infanterie-Regiment Nr. 151 im Ermland abgegeben wurde.

### Erster Weltkrieg (1914–1918)
Das Regiment wurde 1914 zum Ausbruch des Ersten Weltkriegs mobilisiert und kämpfte bis zum Kriegsende im Bestand der 6. Infanterie-Division, meist an der Westfront. Ausnahmen davon waren die Teilnahme am Serbienfeldzug im Herbst 1915 und an der Tarnopol-Offensive in Ostgalizien im Sommer 1917. (Siehe Gefechtskalender) Am bekanntesten wurde das Regiment im Ersten Weltkrieg durch seine Beteiligung an der Eroberung des Fort Douaumont im Februar 1916.
Im Ersten Weltkrieg hatte das Regiment Verluste von 141 gefallenen Offizieren zu beklagen, davon 16 Offiziere beim Einsatz in anderen Truppenteilen. Weiter fielen im Regiment 307 Unteroffiziere und 2072 Mannschaften, insgesamt also mehr als 2500 Tote. Ein Infanterieregiment hatte 1900 eine Friedensstärke von 69 Offizieren und 1977 Mannschaften, insgesamt (mit Militärbeamten und Ärzten) knapp 2060 Mann.

### Auflösung und Nachwirkung (ab 1919)
Nach dem Waffenstillstand von Compiègne marschierte das Regiment in die Garnison nach Neuruppin zurück, wo es ab dem 21. Dezember 1918 demobilisiert und 1919 aufgelöst wurde. Aus Teilen bildeten sich im Dezember 1918 und im Januar 1919 zwei Freiformationen. Das I. Freiwilligen-Bataillon trat als II. Bataillon zum Freiwilligendetachement Grote und das II. Freiwilligen-Bataillon bildete das Freiwilligen-Bataillon „Brandis“.
Die Tradition übernahm in der Reichswehr durch Erlass des Chefs der Heeresleitung General der Infanterie Hans von Seeckt vom 24. August 1921 die 14. und 15. Kompanie des 5. (Preußisches) Infanterie-Regiments in Greifswald.

## Unterstellung, Gliederung und Personal

### Verbandszugehörigkeit
Von 1820 bis 1823 gehörte das Regiment zur 5. Infanterie-Brigade mit Stab in Frankfurt (Oder), diese zur 5. Division, ebenfalls Frankfurt (Oder), und damit zum III. Armee-Korps, Berlin.
Von 1823 an war das Regiment der 6. Infanterie-Brigade mit Sitz in Brandenburg unterstellt, die zur 6. Division (ebenfalls Brandenburg) und damit weiter zum III. Armee-Korps gehörte. 1852 wurden die Brigaden umnummeriert, die vormals 6. Brigade hieß nun 12. Infanterie-Brigade. Ansonsten änderte sich nichts, das Regiment gehörte also weiterhin zur 6. Division und damit zum III. Armee-Korps.
Bei Kriegsausbruch 1914 zog das Regiment in diesem Bestand ins Feld, das III. Armee-Korps war der 1. Armee unterstellt.

### Uniform und Ausrüstung

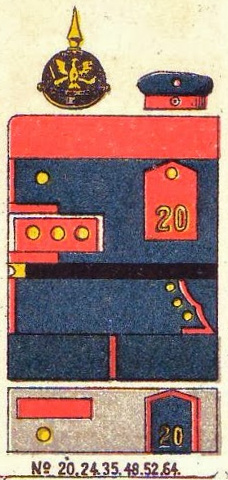
Uniformfarben des Infanterie-Regiments Nr. 24 vor Einführung der feldgrauen Uniform

Mannschaften trugen den blauen Uniformrock mit roten brandenburger Ärmelaufschlägen mit weißer Paspelierung. Die Schulterstücke waren rot, darauf die gelbe Zahl 24. Das Emblem auf der Pickelhaube war der gelbe Linien-Adler. 1915 führte die Preußische Armee neben der feldgrauen Felduniform auch eine feldgraue Friedensuniform ein.
Die Hauptbewaffnung eines Infanterie-Regiments der preußischen Armee bildeten die Gewehre der Musketiere und Füsiliere. Noch vor dem Krieg gegen Dänemark wurde die Truppe mit dem Dreyse-Zündnadelgewehr ausgerüstet. Es folgten das Gewehr 71, das Gewehr 88 und schließlich das Gewehr 98, die Standardwaffe des deutschen Heeres während des Ersten Weltkriegs, mit dem das Regiment 1914 in den Krieg zog.
Noch vor Ausbruch des Weltkriegs wurde im Regiment eine fußbewegliche MG-Kompanie ausgestellt, ausgerüstet mit insgesamt sechs MG 08. Dies war eine erhebliche Verstärkung der Feuerkraft, insbesondere in der Defensive des Stellungskriegs. 1918 wurde im Regiment eine eigene Minenwerfer-Kompanie aufgestellt. Die Unterstützung durch schwere Waffen geschah primär durch die beiden Feld-Artillerie-Regimenter (Nr. 3 bzw. Nr. 39) der 6. Feldartillerie-Brigade, die zur 6. Division gehörten. Üblicherweise war dabei eine Batterie einem Bataillon zugeteilt, bei Angriffen oder Gefechten konnte die Artillerie aber im Schwerpunkt zusammengefasst werden.

### Kommandeure
Die Ehrenbezeichnung Regimentschef trug von 1824 bis zu seinem Tod 1842 der Großherzog von Mecklenburg, Paul Friedrich. Auf ihn folgte 1842 als Regimentschef der Amtsnachfolger Friedrich Franz II., wiederum bis zu seinem Tod 1883. 1893 wurde Amtsnachfolger Friedrich Franz III. zum Regimentschef ernannt, der das zeremonielle Amt bis zu seinem Tod 1897 innehatte. Sein Nachfolger als Großherzog, Friedrich Franz IV., war ab 1904 der letzte Chef des Regiments.
Kommandeure des Regiments waren nach Jahr der Ernennung:
| Ab   | Kommandeur                        | Lebensdaten | Bemerkungen                                                 |
| ---- | --------------------------------- | ----------- | ----------------------------------------------------------- |
| 1813 | Goltz, Friedrich von der          | 1773–1813   | Bei Ernennung zu Kommandeur Major                           |
| 1813 | Laurens, Ernst Ludwig von         | 1783–1823   | Kommandant von Thionville                                   |
| 1815 | Romberg, Friedrich von            | 1776–1821   |                                                             |
| 1822 | Petery, Anton von                 | 1780–1851   |                                                             |
| 1834 | Wulffen, Alexander von            | 1784–1861   |                                                             |
| 1838 | Chlebus, Karl                     | 1790–1862   |                                                             |
| 1844 | Ehrhardt, Friedrich von           | 1789–1864   |                                                             |
| 1848 | Heuseler, Theodor von             | 1794–1864   |                                                             |
| 1851 | Rheinbaben, Karl von              | 1798–1855   |                                                             |
| 1855 | Trenck, Wilhelm von der           | 1803–1881   |                                                             |
| 1857 | Lenz, Eduard von                  | 1804–1865   |                                                             |
| 1859 | Seydlitz-Kurzbach, Hermann von    | 1810–1895   |                                                             |
| 1863 | Hacke, Emil von                   | 1814–1887   | anschließend bis 1870 Kommandeur der 38. Infanterie-Brigade |
| 1866 | Dohna-Schlodien, Adalbert zu      | 1816–1889   |                                                             |
| 1871 | Bernhardi, Eugen von              | 1822–1910   |                                                             |
| 1876 | Ploetz, Wilhelm von               | 1825–1885   | anschließend bis 1882 Kommandeur der 25. Infanterie-Brigade |
| 1879 | Mülbe, Otto von der               | 1829–1916   |                                                             |
| 1885 | Jena, Eduard von                  | 1834–1911   |                                                             |
| 1888 | Beelitz, Alfred                   | 1839–1919   |                                                             |
| 1890 | Schrötter, Waldemar von           | 1842–1894   | anschließend Kommandeur der 25. Infanterie-Brigade          |
| 1893 | Albedyll, Eugen von               | 1842–1916   |                                                             |
| 1895 | Pabst von Ohain, Rudolf           | 1846–1911   |                                                             |
| 1899 | Weste, Karl                       | 1847–1925   |                                                             |
| 1901 | Eberstein, Max von                | 1851–1932   |                                                             |
| 1906 | Bonin, Eckart von                 | 1854–1928   |                                                             |
| 1908 | Sothen, Otto von                  | 1854–1932   | anschließend Kommandeur der 17. Infanterie-Brigade          |
| 1912 | Rogalla von Bieberstein, Johannes | 1865–1938   | anschließend Kommandeur der 26. Infanterie-Brigade          |
| 1914 | Prinz von Buchau, Kurt            | 1863–1918   | gefallen als Kommandeur der 28. Infanterie-Division         |
| 1915 | Oven, Georg von                   | 1868–1938   | anschließend Kommandeur der 5. Garde-Infanterie-Brigade     |
| 1918 | Feuerheerd, Matthias              | † 1944      |                                                             |
| 1919 | Oven, Georg von                   | 1868–1938   |                                                             |

## Garnisonen und Kasernenbauten

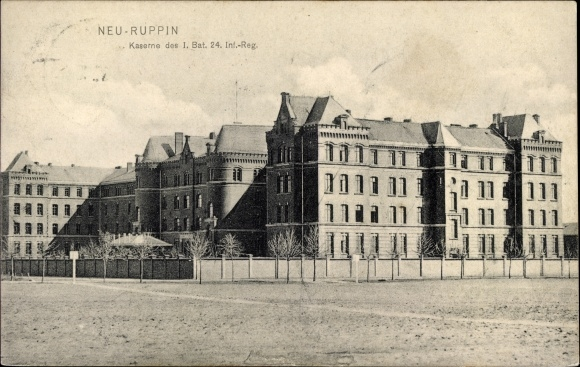
Königstorkaserne in Neuruppin (Postkarte von 1907)

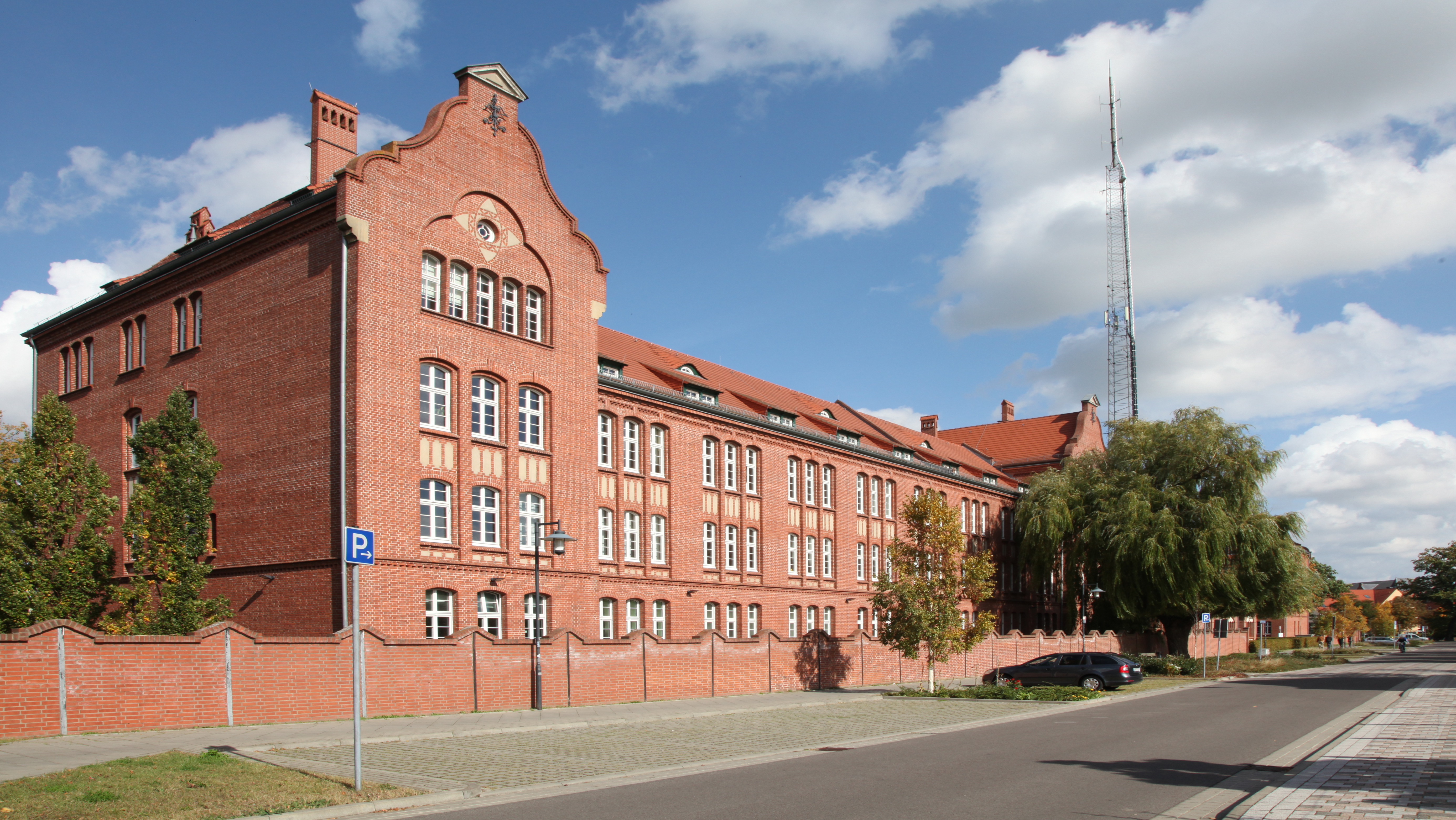
Friedrich-Franz-Kaserne in Neuruppin (Aufnahme von 2012)

Neu-Ruppin (heute Neuruppin) war die wichtigste Garnisonsstadt des Regiments, das daher manchmal auch als das Ruppiner Regiment bezeichnet wurde. Die märkische Stadt war ab 1820 Garnison des Regiments, das zuerst in Bürgerquartieren unterkam. 1880 bezog das I. Bataillon die neuerrichtete Königstorkaserne. Im denkmalgeschützten Gebäude ist heute das Landgericht Neuruppin untergebracht. Ein Erweiterungsbau für das II. Bataillon wurde von 1880 bis 1883 errichtet. Das III. Bataillon bezog in Neuruppin die Friedrich-Franz-Kaserne, bestehend aus Wacht- und Arrestgebäude, Kaserne 1 und 2, Wirtschaftsgebäude, Kammergebäude und Fahrzeugschuppen. Das Gebäude wurde 1899/1901 errichtet und wird heute als Verwaltungsgebäude genutzt, unter anderem vom Sozialgericht Neuruppin.
Zweitwichtigster Garnisonsort des Regiments war Havelberg, wo das II. Bataillon von 1860 bis 1864, und das Füsilier-Bataillon von 1864 bis 1901 stationiert war. Die Unterbringung erfolgte teils in Domstift-Gebäuden, die Havelberger Lehmkuhle bildete den Exerzierplatz.
Prenzlau beherbergte von 1820 bis 1850 (mit einer kurzen Unterbrechung) das Füsilier-Bataillon.
Für kürzere Zeiträume hatten Teile des Regiments ihre Garnison in Breslau, wo 1816 nach Heimkehr aus den Befreiungskriegen Stab und I. Bataillon unterkam. Das II. Bataillon kam zeitgleich in Neiße/Oberschlesien unter. 1817 wurde nach Frankfurt (Oder) verlegt. Auch Spandau war kurzzeitig Garnisonsort.